# Clemens Rüb
Clemens Rüb ist ein ehemaliger deutscher Basketballspieler.

## Werdegang
Rüb rückte 1979 von der Jugend in die Herrenmannschaft des 1. FC Bamberg auf, mit der er zunächst in der 2. Basketball-Bundesliga antrat. In der Saison 1981/82 gelang ihm mit der Mannschaft die Rückkehr in die Basketball-Bundesliga, Rüb trug zu dem Erfolg im Verlauf der Spielzeit insgesamt 127 Punkte bei. In der Saison 1982/83 ereilte ihn mit Bamberg der Bundesliga-Abstieg. Als Meister der 2. Bundesliga Süd stieg Rüb mit der Mannschaft in der Saison 1983/84 wieder in die höchste Spielklasse auf. Das war zugleich Rübs letzte Saison bei den Bambergern. Später spielte er beim FC Baunach.
Rüb gab seine Basketball-Erfahrung als Trainer weiter, betreute die Herrenmannschaft und Jugendmannschaften der DJK Don Bosco Bamberg.